# Mark I (Computer)

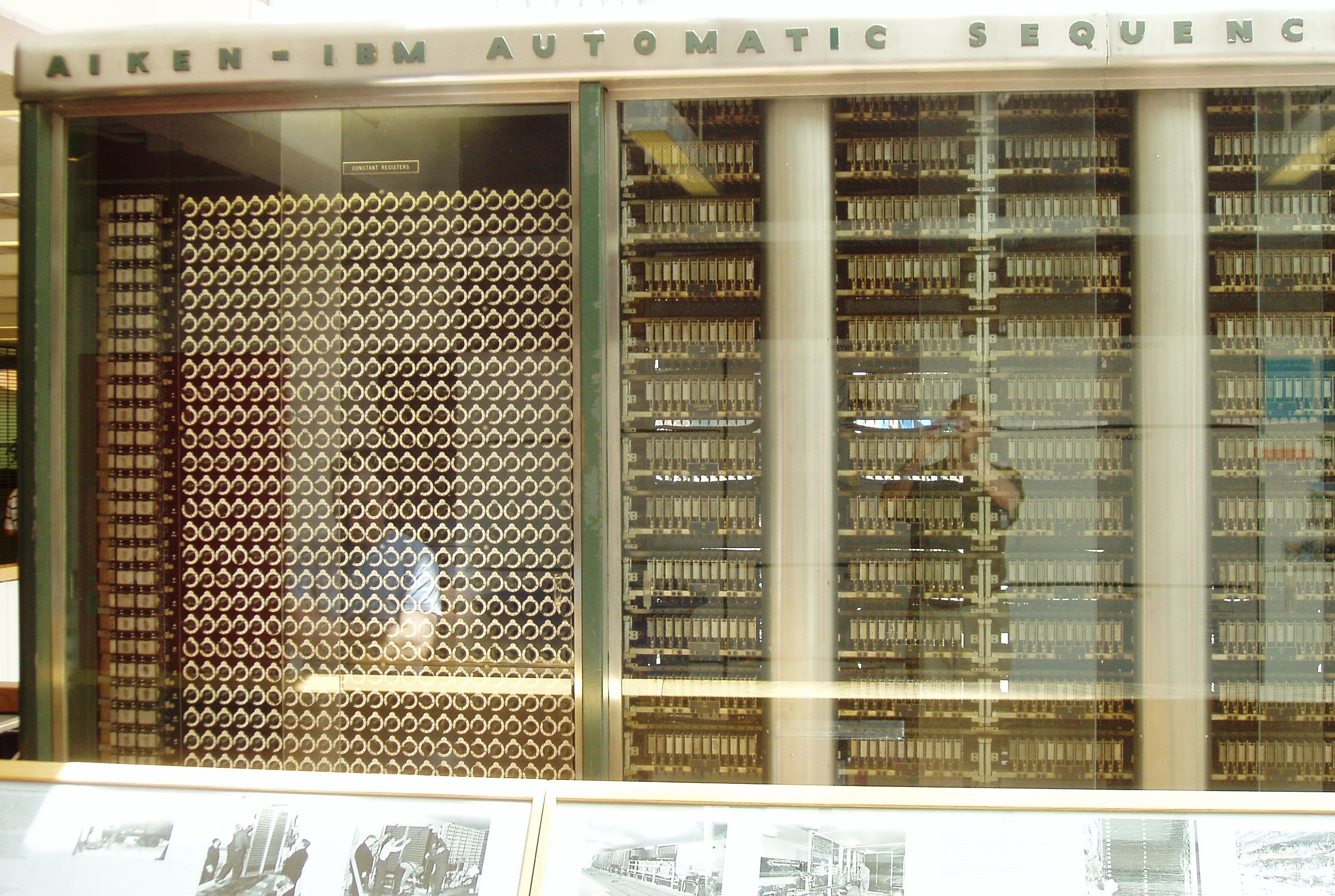
Mark I, linke Seite

Der Mark I, auch Automatic Sequence Controlled Calculator (ASCC) genannt, ist ein in den USA zwischen 1943 und 1944 vollständig aus elektromechanischen Bauteilen (Relais) gebauter früher Computer. 

## Bau und Betrieb
Der Rechner wurde von Howard H. Aiken von der Harvard-Universität in Cambridge, Massachusetts, und IBM-Ingenieuren (Clair Lake, Frank E. Hamilton, Benjamin Durfee, James W. Bryce) entwickelt und von IBM gebaut. Er hat ein Gewicht von 5 Tonnen bei einer Frontlänge von 16 Metern, einer Höhe 2,4 Metern und einer Tiefe von 0,6 Meter.
Der Rechner wurde von der US-amerikanischen Marine zwischen 1944 und 1959 unter anderem für ballistische Berechnungen genutzt. Das erste Programm ließ John von Neumann 1944 für das Manhattan Project (Rechnungen am Implosionskonzept der Plutonium-Bombe) laufen.
1998 wurde bewiesen, dass der Mark I turingmächtig war. Damit war er nach der Zuse Z3 der zweite turingmächtige Computer.
Der Mark I steht heute im Cabot Science Building der Harvard University. Für ihren Beitrag zum Mark I wurden Aiken, Durfee, Hamilton und Lake 2014 in die National Inventors Hall of Fame aufgenommen. 

## Vergleich mit anderen frühen Computern

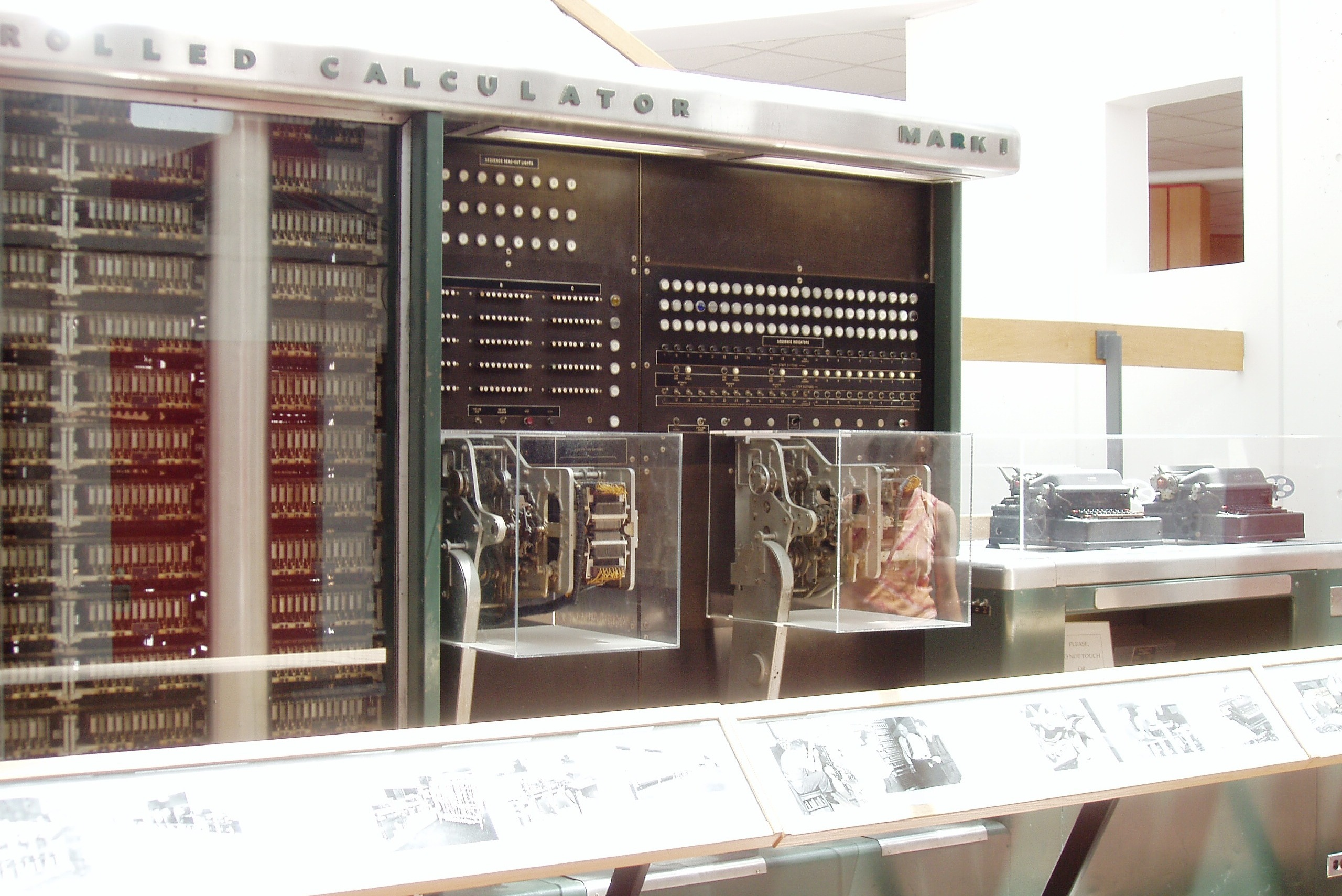
Mark I, rechtes Segment

| Computermodell           | Land        | Inbetriebnahme | Gleitkomma- arithmetik | Binär | Elektronisch | Programmierbar                  | Turingmächtig                  |
| ------------------------ | ----------- | -------------- | ---------------------- | ----- | ------------ | ------------------------------- | ------------------------------ |
| Zuse Z3                  | Deutschland | Mai 1941       | Ja                     | Ja    | Nein         | Ja, mittels Lochstreifen        | über Umwege, nie genutzt       |
| Atanasoff-Berry-Computer | USA         | Sommer 1941    | Nein                   | Ja    | Ja           | Nein                            | Nein                           |
| Colossus                 | UK          | 1943           | Nein                   | Ja    | Ja           | Teilweise, durch Neuverkabelung | Nein                           |
| Mark I                   | USA         | 1944           | Nein                   | Nein  | Nein         | Ja, mittels Lochstreifen        | Ja                             |
| Zuse Z4                  | Deutschland | März 1945      | Ja                     | Ja    | Nein         | Ja, mittels Lochstreifen        | keine bedingte Sprunganweisung |
| Zuse Z4                  | Deutschland | um 1950        | Ja                     | Ja    | Nein         | Ja, mittels Lochstreifen        | Ja                             |
| ENIAC                    | USA         | 1946           | Nein                   | Nein  | Ja           | Teilweise, durch Neuverkabelung | Ja                             |
| ENIAC                    | USA         | 1948           | Nein                   | Nein  | Ja           | Ja, mittels Widerstandsmatrix   | Ja                             |

## Nachfolger
Der Vorstandsvorsitzende von IBM, Thomas J. Watson war verärgert, dass sich Aiken als alleiniger Erfinder der Mark I ausgab, und nur James W. Bryce, seinen unmittelbaren Kontakt bei IBM erwähnte. Das Watson Scientific Computing Laboratory entwickelte daraufhin unter der Leitung von Wallace John Eckert 1946/47 den Selective Sequence Electronic Calculator.
Aiken hingegen konstruierte 1947/48 einen weiteren Relais-Rechner Mark II; 1949 folgte -ebenfalls im Auftrag der U.S. Navy- der Mark III, der bereits teilweise mit Vakuumröhren und Dioden sowie Magnettrommelspeicher ausgestattet war, und 1952 der Mark IV für die U.S. Air Force als rein elektronisches Gerät mit Magnetkernspeicher.